# Editoriale Corno
L'Editoriale Corno è stata una casa editrice italiana di fumetti, celebre per aver introdotto e reso popolari in Italia i supereroi della Marvel Comics e per aver pubblicato serie originali come Kriminal, Satanik e Alan Ford che arrivarono a raggiungere tirature di oltre 200 000 copie. Il successo delle serie a fumetti pubblicate ha portato a realizzare negli anni sessanta e settanta alcune trasposizioni cinematografiche come Kriminal nel 1966 e Satanik nel 1968 e inoltre, altre famose serie come Sturmtruppen, Lupo Alberto e Nick Carter, hanno ispirato serie animate televisive trasmesse da programmi di successo dalla Rai come SuperGulp! negli anni settanta e ottanta.

## Storia

### Anni Sessanta - le origini
Andrea Corno e suo cognato Luciano Secchi, futuro autore di fumetti noto come Max Bunker, nel 1960 fondano a Milano una casa editrice di fumetti inizialmente denominata Edizioni Serpente Volante e che successivamente diverrà nota come l'Editoriale Corno. La nuova casa editrice esordì lo stesso anno con due testate antologiche di breve vita, Viva! e L'Ardimentoso, entrambe contenenti materiale americano quali Flash Gordon, Rip Kirby e Brick Bradford. La qualità redazionale di queste prime pubblicazioni era alquanto scarsa per la necessità di ridurre molti costi di produzione che portò a rinunciare alla fotocomposizione per redazionali, scritti direttamente con la macchina da scrivere e la grafica complessiva è ancora alquanto amatoriale. A queste due fece seguito a fine 1960 la collana Superalbo Gordon pubblicata per 31 numeri fino a luglio 1963. Intanto nel 1961 venne cambiata la denominazione dell'azienda in Editoriale Corno , che nello stesso anno pubblica una serie dei classici del fumetto per i grandi magazzini UPIM, mentre l'anno successivo esordisce la prima serie western realizzata interamente all'interno della casa editrice, Maschera Nera, scritta da Esselle, primo pseudonimo di Luciano Secchi, e disegnata da Paolo Piffarerio.
Il successo arriva nel 1964 con l'esordio di Kriminal e Satanik, due dei principali successi della casa editrice, entrambi creati da Max Bunker e disegnati da Magnus che insieme a Diabolik definiscono il nascente genere del fumetto nero italiano. Nel periodo di maggior successo Satanik arrivò a vendere duecento mila copie mentre Kriminal arrivò a trecento mila. Lo scrittore Dino Buzzati ammise di leggerli scrivendo che: «Tecnicamente parlando, non sono male», attribuendo loro il dono «della rapidità e della sintesi», che soddisfano le esigenze del pubblico stufo di «romanzi faticosi», dove «non succede mai niente». 
Un apporto fondamentale fu dato anche da Luigi Corteggi, illustratore, che curò la grafica delle pubblicazioni (per esempio, creandone i loghi) e realizzando centinaia di copertine.
Negli anni successivi, fra le altre, si distinguono la serie di spionaggio Dennis Cobb - Agente SS018 e quella di fantascienza Gesebel senza però raggiungere il successo dei personaggi neri. La produzione di nuove serie spazierà fra molti generi come quello bellico (Guerra d'Eroi), quello western (El Gringo) o quello orrorifico. Nel 1967 esordisce la rivista Eureka definita come «rivista di attualità, costume e fumetto» che dopo linus, alla quale si ispira, è la seconda pubblicazione di fumetti d’autore edita in Italia e che avrà una lunga vita editoriale chiudendo solo nel 1984 a causa del fallimento della casa editrice; Su Eureka verranno pubblicati vari generi di fumetti sia italiani che internazionali come Sturmtruppen di Bonvi e Maxmagnus dello stesso Secchi o Andy Capp e Mafalda. Altra pietra miliare della casa editrice è l'esordio nel 1969 di nuova serie incentrata sul personaggio di Alan Ford creato dalla coppia Magnus & Bunker e destinata a un crescente e duraturo successo.

### Anni Settanta
Momento fondamentale nella storia della casa editrice è il 1970 quando acquisisce i diritti di pubblicazioni dei fumetti dei supereroi della Marvel che portò alla pubblicazione dei personaggi di Daredevil e dell'Uomo Ragno in testate dedicate e ai quali negli anni successivi seguiranno Fantastici Quattro, il mitico Thor, Capitan America e molti altri. Il successo di queste testate fu notevole e contribuì in modo determinante a far diventare la Corno una delle prime case editrici di fumetti in Italia. I fumetti dei supereroi Marvel (storie Fantastici Quattro) erano già apparsi in Italia qualche anno prima sue due supplementi della rivista Linus e sulla testata Il sergente Fury, edita dalla casa editrice Le Maschere a partire dal 1966.
Diversamente da quanto riportato da alcune fonti che fanno risalire la scoperta dei fumetti Marvel a Luciano Secchi che avrebbe trovato in un’edicola alcuni fumetti originali americani proposti poi all'editore per una edizione italiana, lo stesso Corno racconta che le serie della Marvel gli vennero proposte da un'agenzia dalla quale acquistava già altre serie americane; l'editore prese al volo l'occasione pubblicando inizialmente solo l'Uomo Ragno e, grazie al successo di questa testata, lanciò successivamente altri personaggi. Il successo delle prime due serie pubblicate nel 1970, la prima dedicata all'Uomo Ragno, con in appendice storie del Dottor Strange, e la seconda dedicata a Devil, con in appendice storie del Silver Surfer, fu immediato e tale da raggiungere tirature di 100 000 copie che convinsero la Corno a pubblicare l'anno successivo altre due testate dedicate ai Fantastici Quattro e a Thor mentre, nel 1973, esordirono Capitan America e una serie antologica, Gli Albi dei Super Eroi, dedicata a personaggi minori. A partire dal 1975 si ebbero le prime chiusure di serie compensate da nuovi esordi come Conan e Kazar e Hulk e i Difensori che ebbero però vita breve e, dal 1979, l'andamento negativo delle vendite divenne generalizzato e si ebbero nuove chiusure. Per compensare il calo di vendite si decise di ristampare le serie di maggior successo nella collana Giganti e numeri monografici con riduzioni di film famosi di fantascienza o storie speciali come "Superman contro l’Uomo Ragno" o raccolte di figurine sull'onda del successo dei cartoni animati televisivi apparsi in SuperGulp!.
Vennero pubblicate anche opere di saggistica come, nel 1978, l'Enciclopedia Mondiale del fumetto, edizione italiana di un volume americano scritto da Maurice Horn e integrato da Secchi e altri per la parte relativa ai fumetti italiani; vennero pubblicati anche saggi politici come le memorie di Richard Nixon o la biografia di Muhammad Gheddafi.

### Anni ottanta
Con gli anni ottanta il progressivo calo di vendite divenne irreversibile e portò prima alla sospensione di alcune testate e poi alla chiusura definitiva della casa editrice nel 1984, nonostante tentativi di ripresa fatti chiedendo la collaborazione di professionisti del settore come Alfredo Castelli e Silver. Il declino venne causato probabilmente dalla mancanza di ricambio generazionale fra vecchi lettori diventati adulti che si erano allontanati per il calo qualitativo che dalla seconda metà degli anni settanta subirono le storie Marvel ormai prodotte con trame semplificate e ripetitive, sia per una serie di scelte editoriali azzardate ed errori nella cura editoriale con traduzioni infedeli e l’assenza di un apparato critico e del rispetto della continuità delle storie pubblicate. I lettori che nei primi anni settanta non badavano a queste finezze alla fine del decennio erano ormai cresciuti e si erano fatti più esigenti mentre le nuove generazioni erano più interessate ai programmi televisivi e ai cartoni animati giapponesi. Tutto questo, unito ai contrasti fra Andrea Corno e Luciano Secchi che condussero all'uscita di quest'ultimo dalla casa editrice, ne causarono poi la chiusura.
Dopo la chiusura Luciano Secchi continuò la pubblicazione di Alan Ford fondando una propria casa editrice, la Max Bunker Productions/Max Bunker Press, mentre Andrea Corno ricominciò l'attività di editore con la Garden Editoriale ripartendo da personaggi come Andy Capp e Sturmtruppen e con nuove iniziative nel campo della narrativa di genere. Con la nuova casa editrice l’enorme quantità di invenduti che stazionavano nei magazzini vennero ricopertinati e di nuovo distribuiti nelle edicole che vennero sommerse da una mole impressionante di albi di supereroi Marvel, fumetti umoristici e di guerra. I personaggi di maggior successo pubblicati dalla Corno come quelli creati da Silver e da Bonvi e i supereroi Marvel verranno poi pubblicati da altri editori.
Il n. 59 della seconda serie dell'Uomo Ragno era stato programmato per la stampa e la successiva distribuzione, come testimoniano alcune lastre di stampa ritrovate successivamente, ma non venne mai stampato in quanto l'Editoriale Corno prossimo al fallimento sospese tutta la sua produzione nel 1984. Nel 1986 degli appassionati utilizzarono un vecchio albo e una delle prime fotocopiatrici a colori per creare un esemplare del numero 59 riproducendone solo la copertina. Per testarne la reale richiesta da parte dei collezionisti vennero poi pubblicati dei falsi annunci di vendita che ricevettero numerosi riscontri facendo nascere la leggenda dell’Uomo Ragno 59. Successivamente la copertina del falso numero 59 finì in alcuni cataloghi con la dicitura “stampato ma non distribuito”. L'insieme di queste informazioni per quanto confuse e controverse ha spinto i collezionisti a credere all'esistenza di un numero 59 della serie Corno mentre in realtà era una pubblicazione amatoriale non autorizzata. Successivamente l’albo è stato prodotto in sole cinquantanove copie da parte di un gruppo di collezionisti che hanno stampato quello che avrebbe dovuto essere pubblicato dalla Corno cercando di rispettare le caratteristiche grafiche della seconda serie dell’Uomo Ragno della Corno con 48 pagine a colori e copertina patinata a colori.
Dopo la chiusura della casa editricenon termina l'attività editoriale dei suoi protagonisti e sia Andrea Corno che Luciano Secchi fonderanno nuove case editrici. Corno nel 1984 fonda la Garden insieme a Osvaldo Pedroni il quale era stato incaricato di traghettare il patrimonio della Corno nella nuova società e a Gianni Bono chiamato per studiare un nuovo programma editoriale. Data l'enorme quantità di materiale invenduto nei magazzini della Corno, si decise di ricopertinare le pubblicazioni e ridistribuirle nelle edicole per poi concentrarsi su un nuovo catalogo di romanzi gialli e di fantascienza. Luciano Secchi, interrotti i rapporti con la Corno nel 1983, fondò la Max Bunker Press che, oltre a proseguire la pubblicazione di Alan Ford, si dedicò alla ristampa di vecchi successi dell'autore come Kriminal e Satanik oltre a proporre nuove serie come Angel Dark e Kerry Kross e, nel 1988, a una nuova serie di Eureka oltre a altre riviste antologiche come BHANG, nel 1990, e Supercomics. La casa editrice rimarrà in attività fino al 2013 quando Secchi cede il catalogo alla casa editrice della figlia Raffaella, la 1000 volte meglio - Publishing che prosegue la pubblicazione della serie di Alan Ford e in cui Secchi è consulente editoriale.
Nel 2019 il marchio Editoriale Corno è stato rilevato dal graphic designer fanese Luca Guerra.

## Elenco parziale delle pubblicazioni

### Anni sessanta
- Viva! (1960, 2 albi, Edizioni Serpente Volante);
- L'Ardimentoso (1960-1961, 14 albi, Edizioni Serpente Volante);[5][26]
- I classici del fumetto (1961-1962, 30 albi divisi in 5 serie, albi prodotti per la vendita esclusiva nei grandi magazzini UPIM);[27][28]
- Superalbo Ardimentoso/Superalbo Gordon (1961-1963, 31 albi, primi sei editi dalle Edizioni Serpente Volante e poi dalla Corno);[29]
- Maschera Nera (1962-1965, due collane, la prima mensile edita per 36 albi in due serie, la seconda settimanale, edita parallelamente alla prima, di 156 albi divisi in 4 serie);[30][31][32][33]
- Bill Ranger (1963-1964, 9 albi, serie a strisce di genere western di produzione spagnola);[34][35]
- Kansas Kid (1963-1964, 55 numeri divisi in tre serie, ristampa della serie western pubblicata dalle Edizioni Ippocampo);[36][37]
- Capitan Audax (1963-1964, 17 albi, serie western incentrata sul personaggio della giubba rossa Dan Larson detto Audax scritte da Esselle);[38][39]
- Collana Rodeo (1963);[40]
- Carovana (1964, 10 numeri divisi in due serie, la prima pubblica storie western di produzione spagnola, la seconda episodi di Carovana, ispirato alle serie televisiva omonima);[41]
- Classici del suspense (1964);
- La Primula Verde (1964);
- Kriminal (1964-1974, 419 albi);
- Satanik (1964-1974, 231 albi);
- Cupido (1964, 4 albi, collana contenitore che pubblica fumetti di produzione inglese della Fleetway Publication Ltd.);[42][43]
- Zorak (1965, 6 albi, Tarzanide ideato da Luciano Secchi);[44]
- El Gringo (1965-1968);[45]
- Guerra d'Eroi (1965-1984, 784 albi, i numeri 785 e 786 sono inesistenti benché citati da alcune fonti; fumetti di genere bellico di produzione inglese, nel 1985 esordisce una seconda serie omonima edita dalla Garden Editoriale fino al 1992);[46]
- Guerra di spie (1965, 6 albi, la collana prosegue con la testata MARINES (1966);[47][48]
- Tanks (1965-1966, 7 albi, fumetti di genere bellico di produzione inglese);[49][50][51]
- Dennis Cobb - Agente SS018 (1965);
- Marines (1966, 36 albi, fumetti di genere bellico di produzione inglese);[52][53]
- Servizio Segreto (1965);
- I valorosi (1965);
- I racconti del terrore (1966);
- I racconti dell'impossibile (1967);
- Collana Anni Trenta (Dick Fulmine) (1967);
- Eureka (1967);
- Comics Box (1968-1984, 102 numeri divisi in tre serie, la terza edita dalla Garden Editoriale, testata contenitore che pubblica strisce di produzione estera, soprattutto Andy Capp ma anche Nick Carter, Tommy Wack, Gli svitati; continuata dalla Garden Editoriale dal 1985 al 1988 per 17 numeri);[54]
- Rio River (1968);
- Milord (1968);
- Okay (1968);
- Smack (1968);
- Eureka Pocket (1968-1984, 82 numeri)
- Tommy (1968);
- Alan Ford (1969);
- D'Artagnan (1969, 10 albi, serie d’azione basato sul romanzo di Dumas e scritto da Maria Grazia Perini);[55][56]

### Anni settanta
- L'Uomo Ragno (1970-1981, 283 albi);
- Devil (1970-1975, 126 albi);
- I Fantastici Quattro (1971-1981, 259 albi);
- Il mitico Thor (1971-1980, 243 albi, pubblica la serie Thor e, in appendice, le serie dei Vendicatori, Inumani, Vedova Nera, Ka-Zar, Pantera Nera, Golia Nero, Capitan America, Capitan America e gli Invasori e altre);[57][58]
- Capitan America (1973-1978, 128 albi, la serie pubblica storie del personaggio tratte dalla collana statunitense Tales of Suspense);[59][60]
- Gli Albi dei Super-Eroi (1973-1975, 49 albi, collana contenitore che pubblica diverse serie prodotte dalla Marvel. Questa testata ha visto il debutto in Italia di serie di vario genere come Difensori, Conan, Dracula, Ka-Zar, Warlock, ecc.);[61][62]
- Hulk e i Difensori (1975-1976, 44 numeri, continua la serie di Hulk già apparso su L'Uomo Ragno e, in appendice, storie della serie I Difensori e del Dottor Strange);[63][64]
- I Difensori (1979-1980, 15 numeri, prosegue la pubblicazione della serie da dove si era interrotta con la chiusura della testata Hulk e I Difensori);[65][66]
- Corriere della paura (1974-1976, 22 numeri, storie di genere horror tratte da Dracula Lives!, Monsters Unleashed! e The Haunt of Horror pubblicate negli USA dalla Marvel);[67][68]
- Il Corriere della Paura presenta: Dracula (1976-1977, 18 numeri);[67][69]
- Shang-Chi Maestro del Kung Fu (1975); 53 numeri
- Super fumetti in film (1976-1980, 17 numeri, collana contenitore che pubblica volumi a fumetti di personaggi a cui sono stati dedicati film, romanzi e serie televisive e altri dai quali, a loro volta, sono stati tratti dei film);[70][71]
- Conan e Ka-Zar (1975-1976, 44 numeri, testata contenitore che pubblica storie di Conan tratte da Conan the Barbarian e di Kazar tratte da Ka-Zar);[72][73]
- L'Uomo Ragno Gigante (1976-1984, 93 numeri, ristampe di storie già apparse nella collana L'Uomo Ragno);[74][75]
- Devil Gigante (1977) 40 numeri;
- I Fantastici Quattro Gigante (1978); 39 numeri
- Superman & l'Uomo Ragno (1976, numero unico con il primo team-up tra Marvel e DC Comics);[76][77]
- Daniel (1977-1978, 30 albi);[78][79]
- Speciali Marvel (1977);
- Gli Eterni (1978); 29 numeri
- Il Super Eroe (1978); 15 numeri
- Il soldato fantasma (1977, 16 numeri, pubblica storie della DC Comics);
- Kamandi (1977-1978, 38 numeri, pubblica storie della DC Comics);
- Maschera Nera (1977-1979, ristampa in formato bonellide delle due collane degli anni sessanta);[30][80]
- Cliff (1979-1980, 16 albi, serie d’azione ideata da Max Bunker e disegnata da Franco Verola e Leonardo Gagliano);[81][82]
- Maxmagnus (1979).

### Anni ottanta
- I Vendicatori Gigante (1980-1981, 14 albi, ristampa cronologica a colori e in formato più grande delle avventure già edite sulla testata Thor);[83][84]
- L'incredibile Hulk (1980-1983, 38 albi, pubblica storie ispirate al telefilm con protagonista Lou Ferrigno e tratte dalla serie Hulk Magazine e poi la ristampa cronologica delle storie del personaggio già apparse sulla testata L'Uomo Ragno e Hulk e I Difensori);[85]
- Capitan America Gigante (1980-1981, 14 albi, ristampa cronologica in formato più grande delle storie già edite nella collana omonima del 1973);[86][87]
- Conan (1980-1981, 9 numeri, ristampa in bianco e nero episodi pubblicati ne Gli Albi dei Super-Eroi ed in Conan & Ka-Zar);[88][89]
- Il settimanale de l'Uomo Ragno (1981-1982, 43 albi)[90][91]
- Adamo Pop (1981-1982, 51 numeri, rivista contenitore di musica, spettacolo e alcuni fumetti di autori italiani).[92]
- Capitan America (seconda serie, 1982-1983, 29 albi, ristampa di alcuni episodi già editi nella collana omonima del 1973 continuando da dove si era interrotta la loro riproposizione sulla collana Gigante);[93][94]
- Thor (1982-1983, 42 albi, la collana ripropone storie già pubblicate nella prima serie dedicata al personaggio oltre a storie dei Vendicatori);[95][96]
- Il Meglio di Sturmtruppen (1983-1984, 7 numeri);[97]
- Selezione Guerra d'Eroi (1983-1984, 9 numeri, proseguita per 4 dalla Garden Editoriale nel 1985);[98]
- Giochi e quiz (1984, 2 numeri);[99]
- Enigmistica & quiz (1984, 4 numeri, proseguita come Nuova enigmistica & quiz per tre numeri dalla Garden Editoriale nel 1985).[100]

## Impatto culturale
Il successo delle serie a fumetti pubblicate ha portato, negli anni sessanta e settanta, a realizzare alcune trasposizioni cinematografiche ispirate a personaggi come Kriminal, Satanik o Sturmtruppen oltre che a trasmissioni televisive di cartoni animati tratti dai fumetti come Alan Ford, Nick Carter o l'Uomo Ragno.

### Lungometraggi
- Kriminal (1966, diretto da Umberto Lenzi);
- Il marchio di Kriminal (1968, diretto da Fernando Cerchio);
- Satanik (1968, diretto da Piero Vivarelli);
- Sturmtruppen (1976, diretto da Salvatore Samperi);
- Agenzia Riccardo Finzi... praticamente detective (1979, diretto da Bruno Corbucci);
- Sturmtruppen 2 - Tutti al fronte (1982, diretto da Salvatore Samperi).

### Trasmissioni televisive
- Gulp (1972, Rai 2);
- SuperGulp! Fumetti in TV (1977-1978, Rai 2, due stagioni);
- SuperGulp! Fumetti in TV (1979, Rai 1).